# Gemenci Állami Erdei Vasút
A Gemenci Állami Erdei Vasút a Duna–Dráva Nemzeti Park területéhez tartozó gemenci ártéri erdőben halad Pörböly településtől a Sió csatornáig mintegy 32 kilométeren keresztül. A kisvasút egész évben menetrend szerint közlekedik. Kisvasúti napja: szeptember harmadik szombatja, üzemeltetője a Gemenc Zrt.

## Története
A gemenci kisvasút hálózata több független vasúti pálya összekapcsolásából alakult ki. A független vonalak az ártéri erdő fakitermelésében nyújtottak segítséget. Ezek a vonalak még 7 kg/folyóméteres sínekből épültek. 1955-ben fektették le a Keselyűs – Gemenc közti szakaszt. 1956-ban az Ásás – Duna közötti részt készítették el, majd 1963-ban ezt Lovasfokig hosszabbították meg.
1966-ban egyesítették a kisvasutakat és korszerűsítették a vágányokat. A meglévő kis teherbírású sínszálakat 18 kg/folyóméteresre cserélték. 1982-ben a Keselyűstől Bárányfokig tovább építették, így érte el a mai formáját és hosszát.
A személyszállítás 1966-ban (59 évvel ezelőtt) indult meg a vonalon. A személykocsik az Oroszlányi Gazdasági Vasútról kerültek ide. Az ezt követő években rohamosan nőtt mind az utasok, mind a szállítandó áruk mennyisége. Az 1970-es években elmaradt karbantartási munkák miatt romlott az állapota a vasútüzemnek. A vágányok rossz állapota miatt a maximális sebességet kénytelenek voltak a felére csökkenteni.
A jobbparti ártéri erdőben a Duna az évente akár többszöri áradásával időszakosan elönti és járhatatlanná teszi az erdei utakat. A rendszeresen árvízjárta terepen a vasút az egyetlen biztos közlekedési és teherszállítási eszköz. Ez, valamint a turizmus fellendülése a múltban és a jelenben egyaránt indokolja a vasútüzem tartós fenntartását és fejlesztését.
2019 óta csak Pörböly és Malomtelelő között üzemel menetrend szerinti személyszállítás. Az utolsó személyvonat Keselyűs és Bárányfok között 2014. október 26-án, Malomtelelő - Gemenc-Dunapart - Keselyűs viszonylatban 2019. október 27-én közlekedett.
Pörböly és Gemenc-Dunapart között 2022-ben közlekedett különvonat.

## Járműállomány

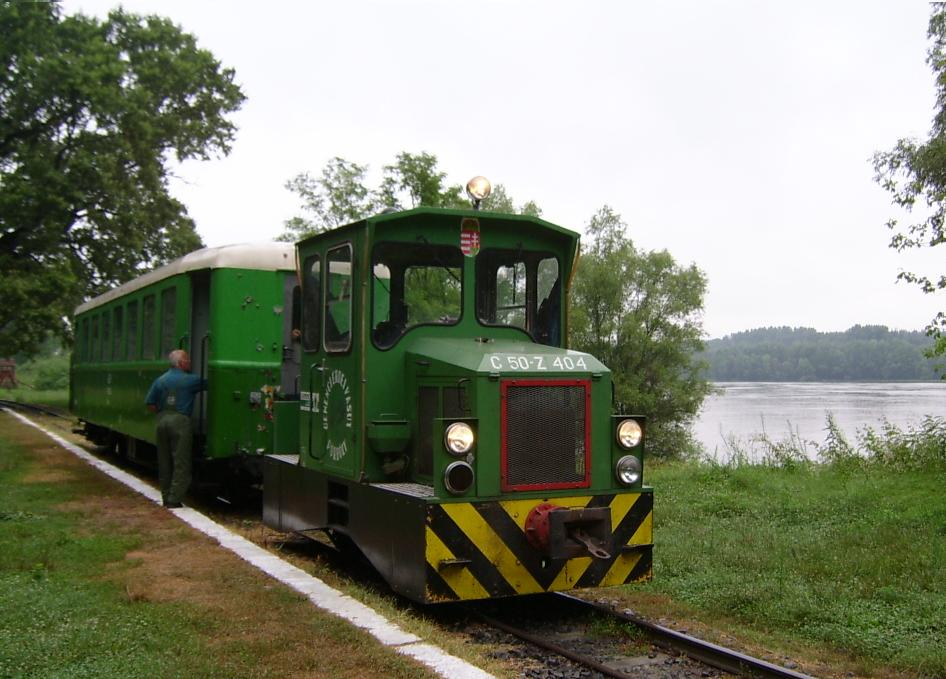
A Gemenci Állami Erdei Vasút C 50–Z 404 pályaszámú átalakított dízelmozdonya Gemenc Duna-parton. Ez típusának egyetlen példánya, a C-50 továbbfejlesztése

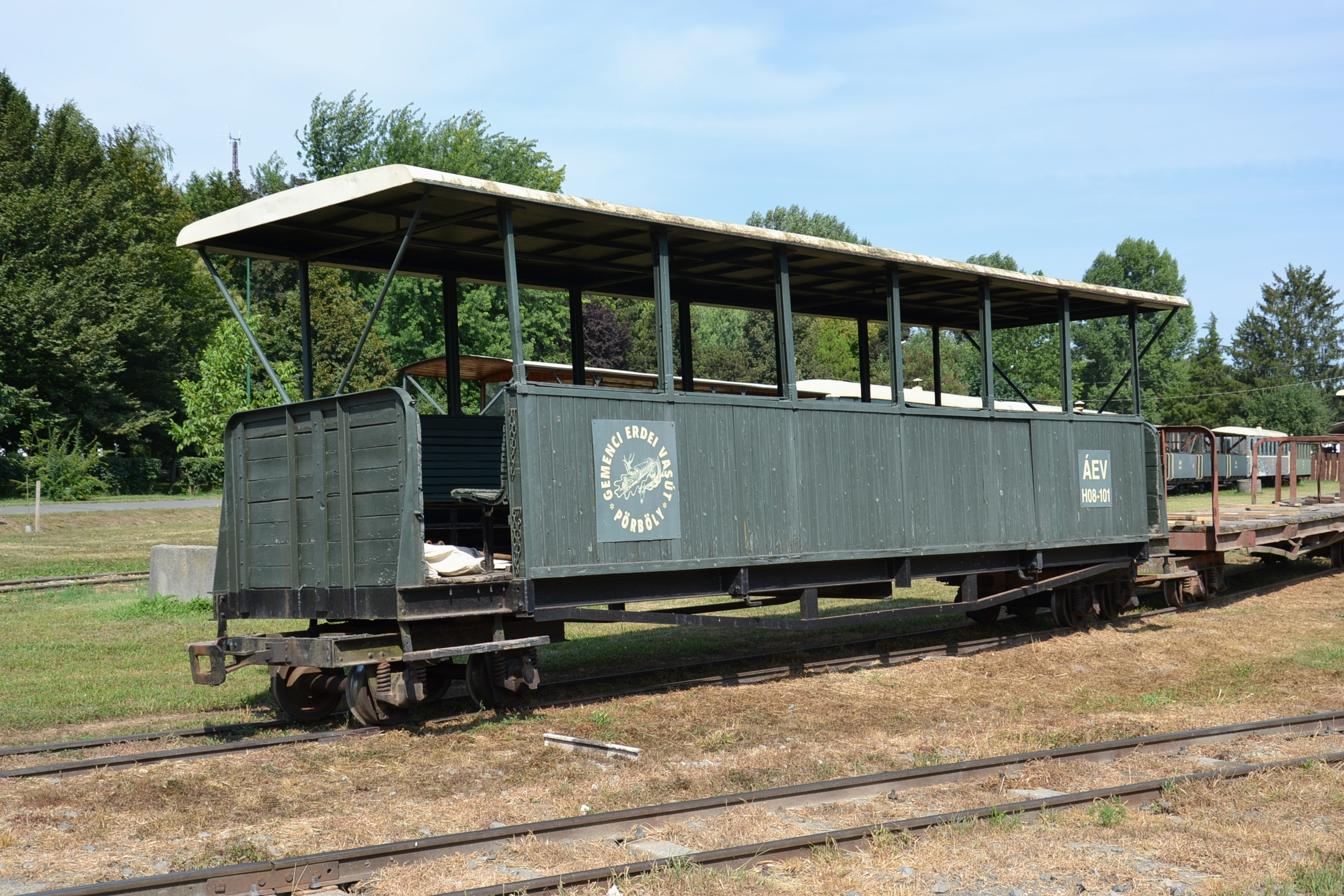
Házi gyártmányú nyitott személykocsi

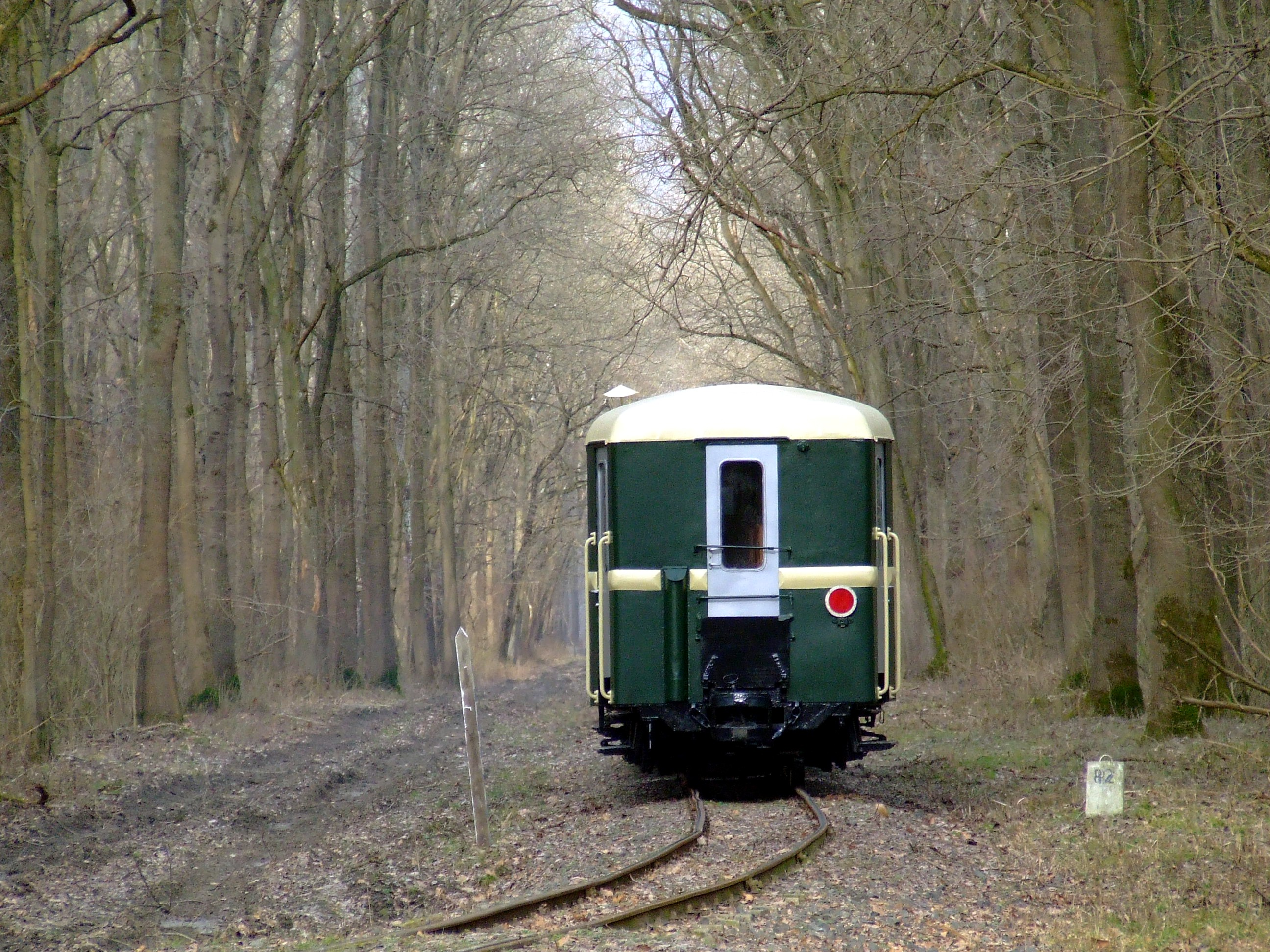
Bax kocsi

### Gőzmozdony
A Rezét nevű gőzöst 2000. május 2-án hozták Erdélyből. Pályaszáma: 490,2003.

### C-50
Öt darab C-50-es (CDH08-401[átépítve], CDH08-405,CDH08-408) magyar gyártmányú dízelmozdony teljesít szolgálatot a vasútüzemen. Ezek mindegyikén az eredetileg 5 fokozatú tolókerekes váltóművet átépítették hidraulikusra, majd az C50Z-404 pályaszámút átalakították C 50–Z típusúra.

### Személykocsik
Összesen 11 db személykocsi üzemel, ebből több házilag teherkocsi alvázára gyártott, valamint három házi gyártmányú kocsit a Királyréti Erdei Vasútról vettek.

## Megállóhelyek
A menetidő percben van megadva és az érkezési időpontok alapján lett megállapítva.
| Pörböly – Gemenc-Dunapart – Keselyűs – Bárányfok (310) |                  |            |
| menetidő↓                                              | megállóhely neve | menetidő ↑ |
| 0                                                      | Pörböly          | 140        |
| 20                                                     | Nagyrezét        | 132        |
| 26                                                     | Lassi            | 117        |
| 33                                                     | Malomtelelő      | 107        |
| 78                                                     | Gemenci delta    | 63         |
| 81                                                     | Gemenc-Dunapart  | 63         |
| 98                                                     | Gemenci delta    | 46         |
| 118                                                    | Keselyűs         | 25         |
| 145                                                    | Bárányfok        | 0          |

A 2022-es és 2023-as menetrendi évben csak Pörböly és Malomtelelő között közlekednek a vonatok.

## Nevezetességek és látnivalók a vasút környékén
- Gímszarvas- és vaddisznócsordák az erdő területén
- Gemenci tanösvény
- Trófeamúzeum
- Malomtelelő tanösvény

A Malomtelelő állomástól induló, mintegy 3 kilométer hosszúságú tanösvény a Gemenci-erdő növény- és állatvilágát mutatja be. Úgyszintén innen érhető el az erdő egyetlen, turisták által is látogatható kilátója, melyről szerencsésebb esetben számos vízimadarat lehet megfigyelni. Ez nagyjából 200 méterre található az állomástól.
- Ökológiai tanösvény

A bárányfoki végállomásról érhető el az Ökológiai tanösvény, melyet 2000-ben hozott létre a Duna–Dráva Nemzeti Park és a Gemenci Erdő- és Vadgazdaság Rt.

## Megközelítése

### Közösségi közlekedéssel
- Vonattal: a 154-es számú Bátaszék–Kiskunhalas-vasútvonallal Pörböly vasútállomásig kell utazni, ahonnan a kisvasút állomása mintegy 200 méternyi sétára található. Térkép

### Egyéni közlekedéssel
- A pörbölyi végállomáshoz gépkocsival Szekszárdról Bátaszéken át (az M6-os autópályán vagy az 56-os főúton, majd az 55-ös főúton) Pörbölyig kell menni.
- Keselyűs és Bárányfok állomások a Szekszárdtól Őcsény felé vezető 5113-as úton, majd az abból kiágazó 51 369-es számú mellékúton érhetők el.
- A vasút többi, közbenső megállási pontja csak alsóbbrendű közutakon vagy erdei utakon érhető el.

## Külső hivatkozások
- Gemenc Zrt. honlapja
- A gemenci vasút leírása
- a kisvasút a Geocaching-en

## Szépirodalmi vonatkozások
- Csohány Domitilla: Rezét gőzös és a gemenci kisvasút; Beszédírók Kft., Pécs, 2021